# William Charles Aalsmeer
William Charles Aalsmeer (* 17. Oktober 1889 in Paramaribo; † 29. April 1957 in Den Haag) war ein niederländischer Kardiologe. Er war an der Medizinischen Klinik der Niederländisch-Indischen Ärzteschule zu Surabaya (Java) tätig.

## Aalsmeer-Test
Aalsmeer entwickelte den nach ihm bezeichneten Aalsmeer-Test, bei dem es durch die intramuskuläre Injektion von 1 mg Adrenalin zu einer temporären Verschlimmerung der kardiovaskulären Symptome bei der Beri-Beri-Krankheit kommt. Hierbei sinkt der Blutdruck innerhalb einer Stunde bis in den unmessbaren Bereich ab.
Es wurde später festgestellt, dass dieser bei der Beriberi auftretende Adrenalineffekt auch bei anderen Erkrankungen mit ähnlichen peripheren Zirkulationsstörungen auftritt. So gibt es je nach Grad der Zirkulationsstörung beispielsweise auffallend ähnliche Reaktionen bei Aorteninsuffizienz und Morbus Basedow. Der Adrenalineffekt in Kombination mit dem erniedrigten Minimaldruck zeigt besser als der sogenannte Pulsdruck den Grad bzw. den Umfang des Defektes in der Zirkulation an.